# Kanton Digne-les-Bains-Ouest
Digne-les-Bains-Ouest is een voormalig kanton van het Franse departement Alpes-de-Haute-Provence. Het kanton maakte deel uit van het arrondissement Digne-les-Bains. Het werd opgeheven bij decreet van 24 februari 2014, met uitwerking op 22 maart 2015.

## Gemeenten
Het kanton Digne-les-Bains-Ouest omvatte de volgende gemeenten:
- Aiglun
- Barras
- Le Castellard-Mélan
- Le Chaffaut-Saint-Jurson
- Champtercier
- Digne-les-Bains (deels, hoofdplaats)
- Hautes-Duyes
- Mallemoisson
- Mirabeau
- Thoard